# 関西卓球アカデミー
関西卓球アカデミー（かんさいたっきゅうアカデミー）は、大阪府大阪市北区本庄西に拠点を置く卓球クラブチーム。伊藤美誠が練習拠点にしている。

## 概要
2013年5月、当時卓球日本代表監督の村上恭和監督よって設立。
2020年度からは藤ミレニアムが「関西卓球アカデミー」と名称を変え日本リーグに加入した。

## 出身者
- 森さくら[2]